# Gionges
Gionges ist eine ehemalige französische Gemeinde mit zuletzt 218 Einwohnern (Stand 1. Januar 2015) im Département Marne in der Region Grand Est (vor 2016 Champagne-Ardenne). Sie war Teil des Kantons Vertus-Plaine Champenoise im Arrondissement Épernay.
Am 1. Januar 2018 wurde Gionges mit Oger, Vertus und Voipreux zur Commune nouvelle Blancs-Coteaux zusammengeschlossen.

## Geografie
Gionges liegt etwa 38 Kilometer südlich von Reims.

## Bevölkerungsentwicklung
| Jahr                       | 1962 | 1968 | 1975 | 1982 | 1990 | 1999 | 2006 | 2013 |
| -------------------------- | ---- | ---- | ---- | ---- | ---- | ---- | ---- | ---- |
| Einwohner                  | 85   | 81   | 86   | 103  | 126  | 129  | 148  | 194  |
| Quellen: Cassini und INSEE |      |      |      |      |      |      |      |      |

## Sehenswürdigkeiten
- Kirche Saint-Ferréol-et-Saint-Ferjeux aus dem 12. Jahrhundert
- Schloss La Crolière

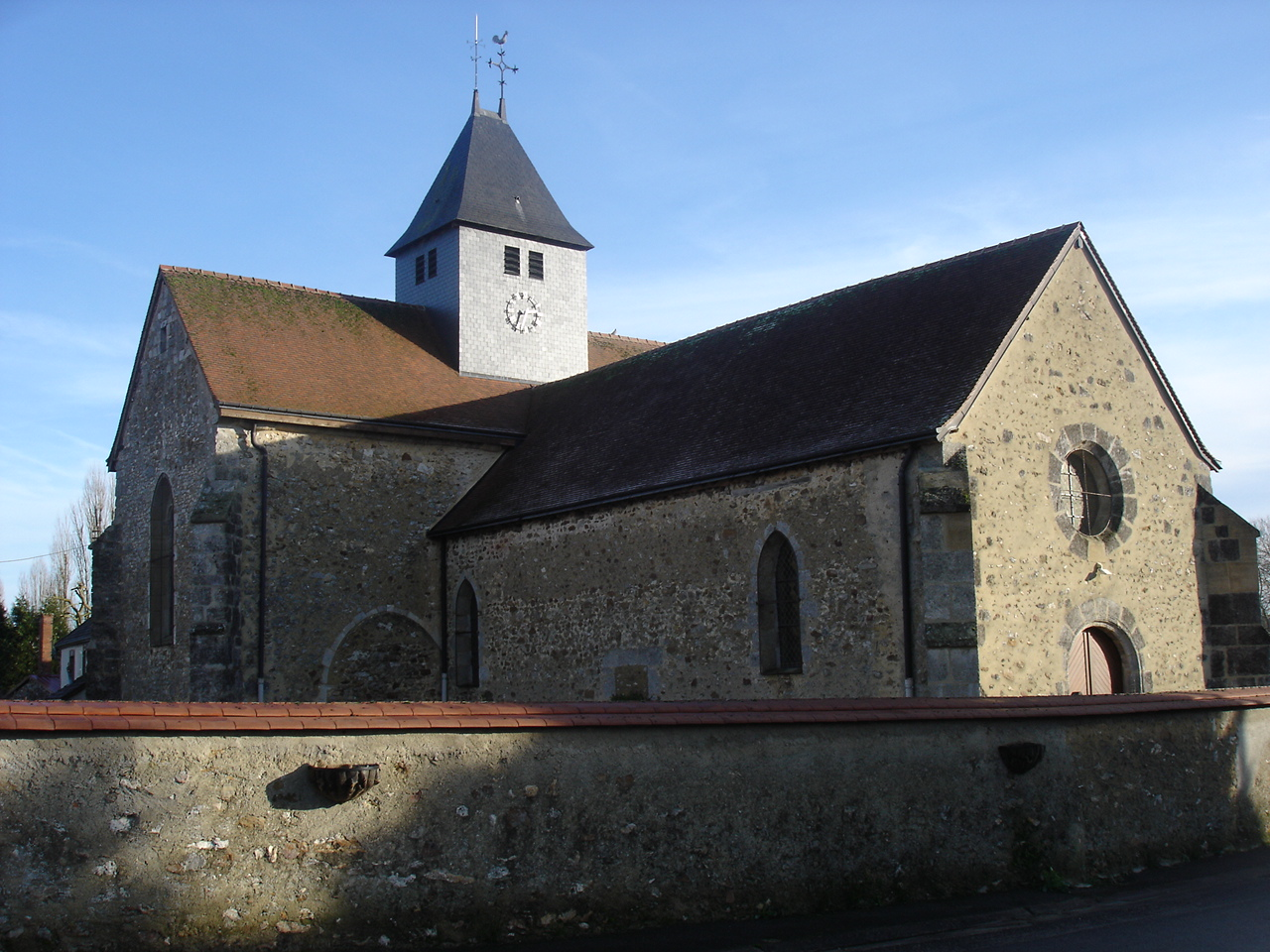
Kirche Saint-Ferréol-et-Saint-Ferjeux
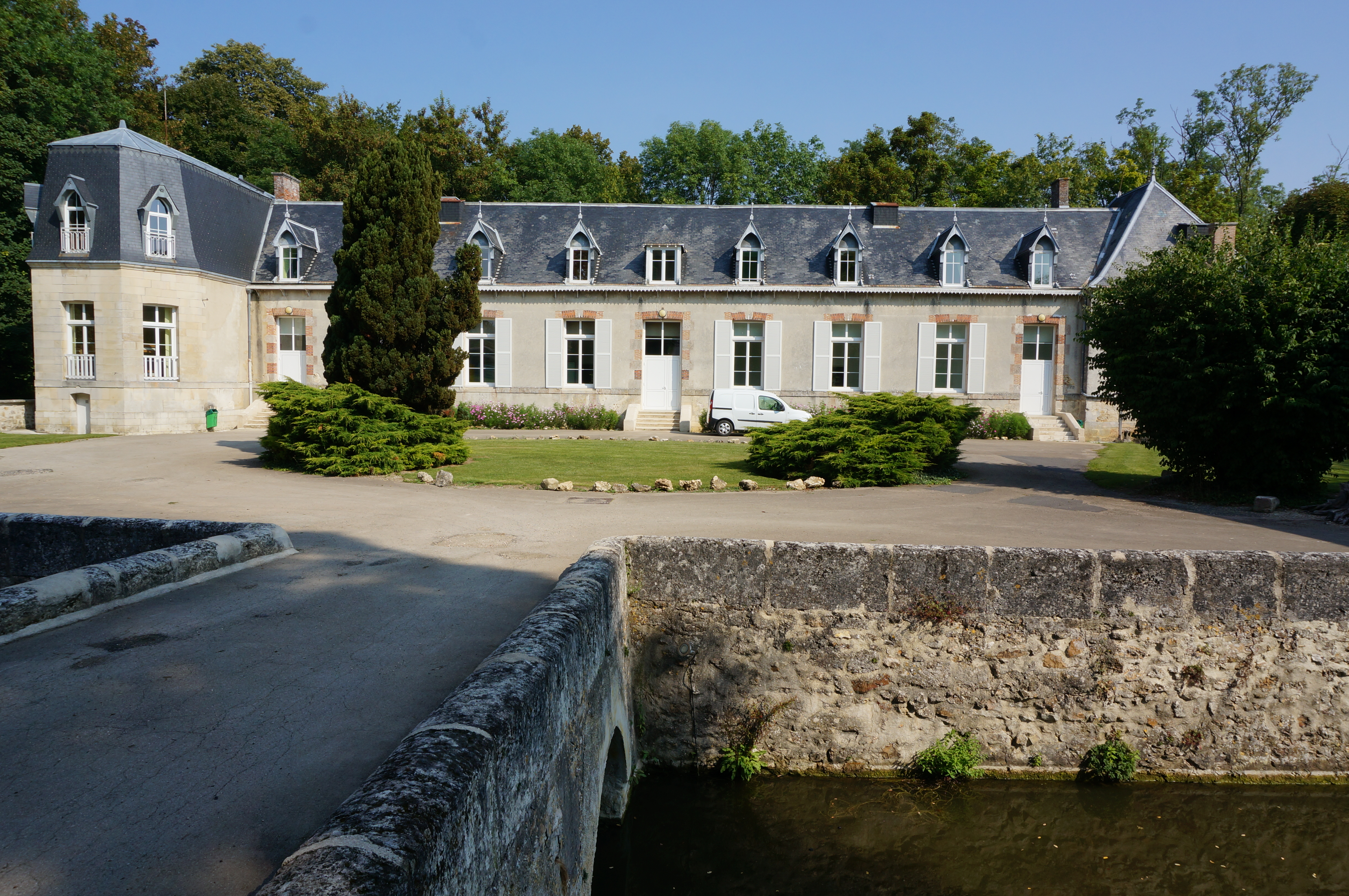
Schloss La Crolière